# Küzmics György
Küzmics György, latinul Georgio Kuzmits más forrásokban Küzmits (Alsószlavecsa, 1752. december 14. k. – Istvánfalva 1810. február 27.) magyarországi szlovén római katolikus pap az apátistvánfalvi templom negyedik papja és őrségi esperes.

A kor neves szlovén biblia-fordítója Küzmics Miklós szintén Alsócsalogányban (akkori nevén Szlavecsa) született, viszont nem voltak rokonok. Küzmics György szülei Küzmics Mihály és Hüll Katalin voltak.
Küzmics teológiát tanult Győrben és Budán. Szily János szentelte pappá Felsőlendván 1773. szeptember 13-án. Papi pályáját Rábakethelyen (ma Szentgotthárd része) kezdte 1779-ben káplánként. 1781-től Péterhegy papja volt, 1785-től Nagy-Dolinczé. 1795-től Istvánfalva község papja, elődje a horvát származású Teklics József. Nevéhez köthető, hogy templom harangokat kapott. Ebből már csak egy maradt meg, melyen a plébános neve is olvasható rajta latinul.